# Irmingard von Bayern
Irmingard Marie Josepha Prinzessin von Bayern (* 29. Mai 1923 in Berchtesgaden; † 23. Oktober 2010 in Leutstetten) war Familienmitglied des Hauses Wittelsbach, der früheren Herrscherfamilie des Königreichs Bayern.

## Leben

### Jugend

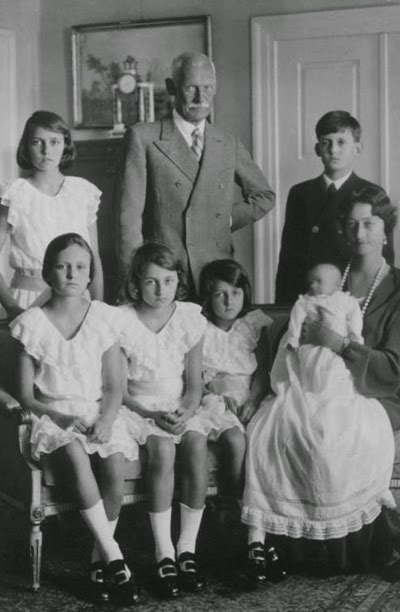
Rupprecht von Bayern mit seiner Ehefrau Antonia und den gemeinsamen Kindern (1935)

Irmingard wurde als zweites von insgesamt sechs Kindern des letzten bayerischen Kronprinzen Rupprecht von Bayern und seiner zweiten Ehefrau Antonia von Luxemburg geboren und vom späteren Papst Pius XII. in der Berchtesgadener Stiftskirche getauft.
Ebenso wie ihre Schwestern Hilda und Gabriele wurde Irmingard in der Sommerresidenz der Familie in Berchtesgaden geboren. Nach der Machtergreifung Adolf Hitlers und seitdem dieser ebenfalls in Berchtesgaden den Berghof bezog, änderte die Familie ihre Gewohnheit, ihre Sommerferien auf ihrem dortigen Sitz zu verbringen, da Rupprecht eine Begegnung mit Hitler vermeiden wollte. Seither wurden die Sommer im Schloss Hohenschwangau in den bayerischen Alpen verbracht. Bald mussten die Angehörigen der Wittelsbacher die Verfolgung durch die Nationalsozialisten erleiden. Das Regime betrieb die schleichende Verstaatlichung des Familienvermögens. Bereits zu Anfang der NS-Diktatur wurde das Wittelsbacher Palais in München konfisziert. Ab Oktober 1933 wurde dort das Münchner Hauptquartier der Gestapo eingerichtet, ab 1934/35 wurde es zum Gestapo-Gefängnis umfunktioniert. Schloss Leutstetten, die Sommerresidenz der Familie, wurde mit Kriegsbeginn ebenfalls konfisziert. Dort wurden nun deutsche Flüchtlinge aus dem Frontgebiet an der Saar untergebracht.
Ab 1936 wurde die damals 13-jährige Irmingard gemeinsam mit ihrer Schwester Editha zunächst für etwas über zwei Jahre in das Internat am Konvent vom Heiligen Herzen im englischen Roehampton geschickt. Im Jahr darauf kamen auch ihre Schwestern Hilda und Gabrielle. Ihr Bruder Henry kam 1938 nach England und studierte dort bereits mit 16 Jahren an der Universität Oxford. Für Irmingard folgten noch Aufenthalte in Schulen in Belgien und im italienischen Padua.

### Exil
Die größte Zeit des Zweiten Weltkriegs verbrachte sie jedoch auf Einladung des italienischen Königs Vittorio Emanuele im Exil in Italien. Der König hatte seinen privaten Salonwagen nach München geschickt, um der Familie die Ausreise zu ermöglichen. Abgeschnitten von ihrem Vermögen in Deutschland war sie dort auf die Unterstützung durch Freunde und Verwandte angewiesen. Ihrem Vater Rupprecht gelang es, sich vor den Nationalsozialisten über Jahre in Florenz zu verstecken, wo er in einem Apartment im Palazzo Pecori-Giraldi des bayerischen Barons Theodor von Fraunberg und seiner italienischen Frau Countessa Adriana Pecori-Giraldi untergebracht war.

### KZ-Haft
Wenige Tage nach dem Attentat vom 20. Juli 1944 wurden auch Irmingard und mit ihr viele andere Angehörige der Wittelsbacher in Sippenhaft genommen und als sogenannte Ehrenhäftlinge in Konzentrationslager verschleppt. Am 27. Juli 1944 wurde Irmingards Mutter mit den Geschwistern von der SS festgesetzt. Die gerade erst 19-jährige Irmingard hatte noch versucht, allein über die Alpen in die neutrale Schweiz zu fliehen. Doch wurde sie, an Typhus erkrankt, im September 1944 am Gardasee von der Gestapo verhaftet.
Durch die Krankheit und eine Infektion infolge einer fehlerhaften Bluttransfusion während der Gefangenschaft geschwächt, erlebte sie im Krankenhaus in Innsbruck die alliierten Luftangriffe auf die Stadt.
Nach mehreren Krankenhausaufenthalten unter Bewachung und nach Verhören in der Gestapo-Zentrale in der Berliner Prinz-Albrecht-Straße 8, wurde sie im Januar 1945 in das Konzentrationslager Sachsenhausen verbracht, wo der Rest ihrer Familie bereits inhaftiert war. Ende Februar 1945, als die Rote Armee die Reichshauptstadt bereits fast vollständig eingeschlossen hatte, wurden Irmgard und ihre Familie in das Konzentrationslager Flossenbürg in der Nähe von Weiden/Opf. verbracht. In ihrer Autobiographie beschreibt Irmingard, wie sie, als die Familie von den Wachen zum Abtransport abgeholt wurde, fest mit ihrer Hinrichtung rechnete.
In Flossenbürg waren die Wittelsbacher in einer Baracke in Sichtweite des Krematoriums untergebracht. Irmingard berichtet:

„Jeden Tag sah man Kolonnen von halb verhungerten Menschen in gestreiften Anzügen vorbeiwanken. (…) Sie wurden in die nahegelegenen Steinbrüche zur Arbeit getrieben“

Noch am 8. April wurden sie dann in das KZ Dachau überführt und kurze Zeit später in das Hotel Ammerwald bei Reutte in Tirol verbracht – dieses war eine Außenstelle des KZ Dachau. Die amerikanische Armee befreite sie und ihre Familie bei Kriegsende im Ammerwald, nachdem bereits einige französische Militärinternierte nach der Flucht der SS-Bewacher vor den anrückenden alliierten Truppen die Außenlager mit den Sonderhäftlingen übernommen hatten.

### Künstlerin
Die Erinnerungen an die Verfolgung durch die Nationalsozialisten und ihre KZ-Haft verarbeitete sie in ihrer künstlerischen Tätigkeit als Malerin und in ihrem Buch Jugend-Erinnerungen 1923-1950. Besonders schlimme Erinnerungen verband sie mit Flossenbürg. Sehr plastisch berichtet sie in ihrer Autobiografie

„Wir waren in einer Sonderbaracke untergebracht, vor unserem Fenster wurden jeden Tag Tote aufgeschichtet wie Holz.“

Im September 2007 schrieb sie in einem Grußwort:

„Die Erinnerungen an die vielen Menschen die in der Zeit [des Nationalsozialismus] in den Tod getrieben wurden einerseits und den vielen, die in den Tod getrieben haben andererseits, haben mich nie verlassen.“

Ihre Erlebnisse in den nationalsozialistischen Lagern und die ständige Todesangst, in der sie schwebte, ist auch in ihren Bildern allgegenwärtig. Sie finden Ausdruck in Werken wie Todesangst und Zug der Häftlinge. Ausstellungen fanden u. a. in Deutschland und Italien statt.
Bis ins hohe Alter hat sich Irmingard von Bayern unter anderem als Kuratoriumsmitglied des Kulturvereins „Brücke 7“ für die Erinnerung an den Holocaust engagiert, der sie im Jahre 2008 für ihre Arbeit mit dem „Weltfriedenstag-Gedenkpreis“ ausgezeichnet hat.

### Familie
Am 19. Juli 1950 heiratete sie ihren Cousin Ludwig Karl Maria Prinz von Bayern. 1951 kam mit Luitpold Prinz von Bayern das einzige überlebende Kind der Ehe zur Welt. 1955 erwarb sie die Schlossbrauerei Kaltenberg und führte sie als Schloßbrauerei Kaltenberg Irmingard Prinzessin von Bayern GmbH fort. Das Unternehmen firmierte mittlerweile um, wird aber bis heute von ihrer Familie geführt.
1976 übernahm Irmingards Sohn Luitpold die Leitung der Brauerei.
Irmingard verstarb 2010 im Alter von 87 Jahren auf ihrem Schloss Leutstetten und wurde auf dem Familienfriedhof der Wittelsbacher im Kloster Andechs beigesetzt.

## Nachkommen
- Luitpold Rupprecht Heinrich Prinz von Bayern (* 1951) ⚭ 1979: Kathrin Beatrix Wiegand (* 1951)
- Maria Prinzessin von Bayern (*/† 3. Januar 1953)
- Philippa Prinzessin von Bayern (*/† 26. Juni 1954)

## Schriften
- Jugend-Erinnerungen 1923–1950. EOS, St. Ottilien 2000, ISBN 3-8306-7041-9 (mit einem Vorwort von Andreas Kraus).